# 2016年FIFA臨時総会
『2016年FIFA臨時総会』は、2016年2月26日にスイス・チューリッヒで行われた国際サッカー連盟（FIFA）が2015年FIFA汚職事件の余波で辞任した前会長のゼップ・ブラッターの後継者を選ぶ会長選挙として臨時に行われたものである。

## 選挙概要
ブラッターは選挙日程の発表の前に「辞任せず」とし、候補者としての彼の地位が未知であると発言していたが、その後「私は2016年に選挙に立候補しません」と表明した。
立候補は2015年10月26日に締め切られ、その2日後の10月28日、FIFAは会長候補7名の名前を公表した。事前の予想では7名のうちアリ・ビン・フセイン王子、サルマン・ビン・イブラヒム・アル・カリファ、ミシェル・プラティニ、ジャンニ・インファンティーノの4人の中から当選すると見られていた。

### 候補有資格者
2015年11月9日、特別選挙委員会はFIFA会長選挙の候補の有資格者5名を承認し発表した。
- アリ・ビン・フセイン王子、FIFA副会長；前回総会の次点候補者；2015年9月9日に再出馬表明[8]
- サルマーン・ビン・イブラーヒーム・アール＝ハリーファ、アジアサッカー連盟会長；2015年10月15日に出馬表明[9]
- ジェローム・シャンパーニュ、1999年から2010年までFIFA役員；2015年10月23日に出馬表明[10]
- トーキョー・セックスウェール、南アフリカの実業家；2015年10月25日に出馬表明[11]
- / ジャンニ・インファンティーノ, 欧州サッカー連盟事務局長；2015年10月26日に出馬表明[12]

### 候補除外者
- ミシェル・プラティニ, UEFA会長；2015年7月29日出馬表明[13]；2015年10月8日、FIFAにより停職[14]；2015年12月21日に除外[15]
- ムサ・ビリティ（英語版）、リベリアサッカー連盟会長；2015年10月26日出馬表明[16]；インテグリティ・チェックで不合格となった後2015年11月12日に立候補者から外れる[17]
- デイヴィッド・ナヒド（英語版）、元サッカートリニダード・トバゴ代表キャプテン；2015年10月16日出馬表明[18]；5名の支持が集まらなかったため、2015年10月28日立候補者から外れる[4]

### 以前に出馬を検討していた人物
- ゼップ・ブラッター[2]、現会長、倫理違反の調査中のため2015年10月8日にFIFAにより除外[14]
- 鄭夢準[19]、韓国の実業家で政治家、2015年10月8日に6年間のサッカー関連活動の停止処分を受けた[14]
- ジェローム・バルク[20]、倫理違反の調査中のため2015年10月8日にFIFAにより除外[14]
- シェイク・アーマド・アッ＝サバーハ（英語版）、クウェートの政治家、アジアオリンピック評議会会長[21]
- デイヴィッド・ギル（英語版）、元マンチェスター・ユナイテッドFCCEO、フットボール・アソシエーション副会長[22]
- ミシェル・ファン・プラーグ（英語版）、オランダサッカー連盟会長[23]
- ルイス・フィーゴ、元ポルトガル代表選手[24]
- ジーコ、ブラジルの監督、元ブラジル代表選手[25]
- ディエゴ・マラドーナ、元アルゼンチン代表キャプテン[26]
- ダヴィド・ジノラ、元フランス代表選手[27]
- セグン・オデグバミ（英語版）、元ナイジェリア代表選手[28]
- キルサン・イリュムジーノフ、国際チェス連盟会長[29]

## 経過
1回目の投票の前にセックスウェールが辞退。投票は資格停止処分を受けているインドネシアとクウェートを除く207協会が参加。1回目ではインファンティーノ88票、サルマン85票、アリ王子27票、シャンパーニュ7票の結果となったが規定の138票（全体の3分の2）には届かず、シャンパーニュを除く3人による2回目の投票に持ち込まれ、インファンティーノ115票、サルマン88票、アリ王子4票の結果となり、インファンティーノが第9代FIFA会長に就任した。